# شعار تونغا
تم تصميم الشعار الوطني أو الختم الوطني لتونجا ( ko e Sila ʻ o Tonga ) في عام 1875م مع إنشاء الدستور.

## الوصف
لا يوجد تحديد رسمي لكيفية ظهور الأسلحة بالضبط. حتى الدرع الموجود على البوابة الأمامية لقصر الملك الراحل يختلف عن النسخة القديمة بالأبيض والأسود التي استخدمتها الطابعة الحكومية (السابقة) على جميع القرطاسية الرسمية، وهي تختلف عن النسخة الموجودة على صفحة الويب الخاصة بمكتب رئيس الوزراء، إلخ. بعضها له تيجان مدببة ، وبعضها مستدير ؛ بعضها لديه أعلام عادية ، والبعض الآخر لديه أعلام تشبه اللافتات ؛ يستخدم البعض قواعد الإملاء الحديثة ، والبعض الآخر القديم (Ko e Otua mo Toga ko hoku Tofia)؛ البعض لديه سيوف سوداء والبعض الآخر أبيض؛ وهكذا دواليك في الاختلاف.

## العلم الملكي
العلم الملكي لتونغا هو العلم الشخصي للملك وهو شعار من شعارات الأسلحة الملكية لتونغا

## أنظر أيضا
- علم تونغا

## روابط خارجية
- شعار مملكة تونجا